# 9月19日
9月19日是阳历年的第262天（闰年是263天），离一年的结束还有103天。

## 大事记

### 18世紀以前
- 634年：大马士革围城战（英语：Siege of Damascus (634)）结束，拉什顿阿拉伯人（英语：Rashidun army）在哈立德·本·瓦利德指挥下从拜占庭帝国手中夺取大马士革。
- 1356年：黑太子爱德华率领的英格兰军队在普瓦捷战役中击败法国军队，并俘获其国王约翰二世。
- 1410年：马尔堡的条顿骑士团被波兰立陶宛军队在波兰柯尼希雅盖沃和立陶宛维陶塔斯围攻。
- 1604年：江户幕府向贸易商人发放许可东渡海外的朱印状。

### 18世紀
- 1777年：美国独立战争期间，英国军队在第一次萨拉托加战役中惨胜。
- 1778年：大陆会议通过了美国的第一个联邦预算。
- 1796年：美国总统乔治·华盛顿的告别演说作为一封公开信在全美刊发。
- 1799年：法国大革命战争期间，法荷联军在卑尔根战役（英语：Battle of Bergen (1799)）中战胜俄英联军。

### 19世紀
- 1862年：美国南北战争期间，北军在艾犹卡战役（英语：Battle of Iuka）中打败南军取得胜利。
- 1863年：美国南北战争期间，奇卡莫加战役爆发，北部联邦的奇卡莫加进攻行动至此结束。这次战役是联邦在西部战区取得最重要胜利，也是南北战争中伤亡人数第二多的战役，它同时是南北战争在在乔治亚州战场最主要的战役。
- 1864年：美国南北战争期间，第三次温彻斯特战役（英语：Third Battle of Winchester）爆发，北方军队在谢南多厄河谷取得了军事上和政治上的决定性胜利。
- 1870年：普法战争期间，巴黎围城战开始，该次战役将以1871年1月28日法国投降和普鲁士的历史性胜利告终。
- 1870年：意大利军队入侵了梵蒂冈，意军一周前包围了罗马，第二天就进入了该城，之后教宗留在梵蒂冈并成为阶下囚。
- 1879年：布莱克浦彩灯秀（英语：Blackpool Illuminations）点亮。
- 1881年：美国总统詹姆斯·艾布拉姆·加菲爾德死于7月2日枪击案中的伤口。依美国总统继任顺序，时任副总统切斯特·艾倫·阿瑟接任总统。
- 1893年：新西兰通过允许妇女参加投票的选举法案，令该国成为首个具有普选权的国家。

### 20世紀
- 1916年：第一次世界大战东非战役期间，比属刚果殖民地的安全部队在激战后，攻占了塔波拉城。
- 1926年：意大利米兰的圣西罗球场正式启用，国际米兰和AC米兰举行了首场足球赛。
- 1931年：進攻中国东北的日军占领沈阳。
- 1934年：要求提高最低工資的美國南方紡織工人從7月開始罷工，並在9月19日人數上升到42萬人的高鋒，死亡人數到當日已有十三人。[1]
- 1936年：发生汉口日本巡警被杀事件（日语：漢口邦人巡査射殺事件）
- 1939年：根据国家总动员法，“价格等控制令”、“地租租金统治令”、“工资临时措施令”、“公司职员工资临时措施令”当日在内阁会议通过。日本政府开始实行物价、地租和工资的战时管制。
- 1939年：二战期间，KęPA oksywska战役（英语：Battle of Kępa Oksywska）结束，波军2000人阵亡，7000人受伤，波兰大约14%的陆军力量被消灭。
- 1940年：威托德·皮雷茨基自愿被派往奥斯威辛调查纳粹德国的战争罪行。
- 1941年：根据日本内阁情报局（日语：情報局）的指示，十家电影制作公司被合并为松竹、东宝、大映3家公司。
- 1942年：九州电力轨道（日语：九州電気軌道）吸收整并4家铁道公司。9月22日，西日本铁道更名。
- 1943年：德軍占領意大利北部。
- 1944年：中国民主同盟成立。
- 1944年：由於納粹德國已經在納爾瓦戰役戰敗，芬蘭決定與蘇聯就繼續戰爭簽署停戰協議。
- 1945年：刘少奇发出出致中国共产党各中央局的《目前任务和战略部署》的指示，要求中国共产党及其武装打击和阻止国民党军北进。
- 1945年：盟军最高司令官总司令部（GHQ）公布《日本出版法》，宣布开始新闻管制（日语：プレスコード）。
- 1945年：伦敦中央刑事法院以叛国罪判处纳粹德国新闻播音员威廉·乔伊斯死刑，并在稍后驳回了他的上诉，于1946年1月3日执行绞刑。
- 1946年：在因第二次世界大戰影響而延宕7年後，法國南部城市坎城舉辦第一屆坎城影展。
- 1948年：印度政府以武力强行吞并海得拉巴土邦，印度最大也是最后一个土邦被消灭。
- 1949年：中华民国绥远省政府主席董其武率部“起义”，投奔解放军。
- 1952年：美国政府禁止卓别林再入境美国。
- 1955年：阿根廷領導人胡安·裴隆在政變中被推翻。
- 1956年：埃及收回对苏伊士运河主权。
- 1957年：美国在内华达试验场地下250米深处进行了史上第一次地下核试验。
- 1958年：阿爾及利亞共和國流亡政府於開羅成立。
- 1959年：基於安全理由，拜訪迪士尼樂園被拒。
- 1961年：美国希尔夫妇宣称在新罕布什尔州遭遇不明飞行物，也是第一起广为人知的外星人绑架事件。
- 1965年：砂拉越解放同盟在印尼坤甸秘密召開中央擴大會議，史稱「9.19會議」。
- 1970年：第一届格拉斯顿伯里当代表演艺术节于英国格拉斯顿伯里的一座农场举办。
- 1971年：北加里曼丹共產黨成立。
- 1972年：以色列驻伦敦大使馆收到邮包炸弹，一名外交官被炸死。
- 1976年：由波音727客機執行的土耳其航空452號班機於土耳其南部撞山，導致154人死亡。
- 1978年：所罗门群岛成为联合国成员国。
- 1981年：华北大演习结束，中国共产党中央军事委员会主席邓小平在河北张家口阅兵，为中华人民共和国历史上首次非国庆陆上阅兵。
- 1982年：香港球迷衝突演變成反日騷亂[2]。
- 1982年：計算機科學家史考特·法爾曼（英语：Scott Fahlman）在的BBS貼出全世界第一份內含表情符號 :-) 和 :-( 的文件。
- 1983年：加勒比海的圣基茨和尼维斯聯邦宣告独立。
- 1985年：墨西哥城发生7.8级强烈地震，三分之二的建筑遭破坏，至少2000人死亡，5000多人受伤，数千人失踪。
- 1988年：以色列发射卫星地平线-1，成为世界上第八个用自制火箭发射自制卫星的国家。[3]
- 1989年：由DC-10型客機執行的法國聯合航空772號班機因炸彈爆炸在尼日墜毀，機上171人全部罹難。
- 1990年：台湾大学學生反對必修國父思想课程[來源請求]。
- 1991年：兩名德國遊客在阿爾卑斯山冰川發現3,300年前逝世、遺體保存完整的自然木乃伊冰人奧茲。
- 1994年：美国总统比爾·柯林頓签署《DNA鉴定法案》。[4]
- 1995年：华盛顿邮报和纽约时报刊登「大學炸彈客」宣言。

### 21世紀
- 2004年：江泽民辞去中共中央军委主席。
- 2006年：泰國皇家陸軍趁著泰國總理塔克辛·欽那瓦出席聯合國大會之際發動軍事政變。
- 2010年：英國石油墨西哥灣漏油事故終於獲得完全控制。
- 2014年：蘇格蘭公投點票結果顯示，55%選民否決蘇格蘭從英國獨立。[5]
- 2014年：法國開始空襲伊拉克和黎凡特伊斯蘭國武裝分子。[6]
- 2014年：第十七届亚洲运动会在韓國仁川揭幕。[7]
- 2015年：日本參議院通過安保法案，授權自衛隊可在海外行使集體自衛權。
- 2017年：墨西哥中部普埃布拉州首府普埃布拉发生MW7.1级大地震，造成至少248人死亡，为当年死亡人数最多的地震。
- 2022年：英國女王伊麗莎白二世及愛丁堡公爵菲利普親王合葬於國王喬治六世紀念禮拜堂。
- 2024年：大谷翔平在2024球季成為美國職業棒球大聯盟史上第一位單季達成50全壘打與50盜壘的球員。

## 出生
- 86年：安敦宁·毕尤，羅馬皇帝（161年逝世）
- 931年：辽穆宗耶律璟，辽朝皇帝（969年逝世）
- 1377年：阿爾布雷希特四世，哈布斯堡王朝奧地利大公（1404年逝世）
- 1551年：亨利三世，法蘭西國王（1589年逝世）
- 1700年：愛新覺羅弘昀，清朝雍正帝第二子（1710年逝世）
- 1754年：路易·克洛德·里夏爾，法國植物學家（1821年逝世）
- 1802年：科苏特·拉约什，匈牙利革命家、政治家、民族英雄（1894年逝世）
- 1803年：瑪麗亞·安娜，奥地利皇后、薩丁尼亞王國公主（1884年逝世）
- 1854年：高橋是清，日本政治人物，第20任內閣總理大臣（1936年逝世）
- 1886年：南雲親一郎，日本陸軍少將（1963年逝世）
- 1888年：詹姆斯·韋德爾·亞歷山大，美國拓撲學家（1971年逝世）
- 1908年：米卡·瓦爾塔里，芬蘭歷史小說家（1979年逝世）
- 1909年：费迪南德·安东·恩斯特·波尔舍，奧地利汽車設計師，曾任保時捷首席運營官（1998年逝世）
- 1911年：威廉·戈爾丁，英國作家，1983年諾貝爾文学獎得主（1993年逝世）
- 1912年：鄔勵德，香港工務司（2018年逝世）
- 1914年：樊畿，華裔美國數學家（2010年逝世）
- 1917年：戴磊華，前任香港警務處處長（2004年逝世）
- 1922年：埃米爾·扎托佩克，捷克斯洛伐克男子長跑運動員（2000年逝世）
- 1926年：小柴昌俊，日本物理學家，2002年諾貝爾物理學獎得主（2020年逝世）
- 1928年：亚当·韦斯特，美國演員（2017年逝世）
- 1934年：布萊恩·愛普斯坦，英國音樂經紀人（1967年逝世）
- 1936年：阿尔弗雷德·奥特，美國田徑運動員，連續四屆奧運會鐵餅金牌得主（2007年逝世）
- 1939年：摩西·溫伯格，以色列男子摔跤運動員、教練（1972年逝世）
- 1943年：家博，澳大利亞政治學者（2019年逝世）
- 1947年：維克托·伊萬年科，蘇聯和俄羅斯國家安全機構領導人（2023年逝世）
- 1948年：，英國影視演員，1991年第63屆奧斯卡最佳男主角獎得主
- 1949年：，英國名模、演員及歌手，號稱「世界上第一位超級名模」
- 1954年：卡琳·洛菲德，法國時尚編輯
- 1959年：茱蒂絲·卡納庫澤，盧安達政治人物、婦女權利活動家（2010年逝世）
- 1960年：馬利歐·巴塔利，美國廚師、作家、媒體名人
- 1961年：安德尊，香港著名電視主持人、演員
- 1961年：克·亞樹，日本漫畫家
- 1963年：賈維斯·卡克，英國樂團果漿樂團成員
- 1963年：大卫·西曼，英格蘭足球運動員
- 1965年：策林·托傑，不丹政治人物，現任不丹首相
- 1965年：蘇妮塔·威廉斯，美國太空人
- 1966年：茹萍，中國演員
- 1967年：細田守，日本動畫導演
- 1967年：吉姆·亞伯特，美國職棒大聯盟投手
- 1969年：甘蒂·達芙，荷兰音樂家
- 1970年：鍾麗緹，香港演員
- 1970年：西川贵教，日本藝人、歌手、舞台劇、電視劇演員、動畫配音
- 1973年：克里斯蒂亚诺·达·马塔，巴西賽車手
- 1974年：吉米·法倫，美國脫口秀吉米·法倫今夜秀主持人
- 1975年：法比奧·維亞萊，義大利雕塑家
- 1975年：謝韵儀，新加坡藝人
- 1976年：伊莎·柯比卡，印度女演員
- 1977年：侯怡君，台灣演員
- 1977年：潘耀焯，香港足球運動員
- 1977年：馮嘉奇，香港足球代表隊隊員、足球評述員
- 1977年：吳佳多，華裔德國女子乒乓球運動員
- 1977年：約瑟夫·法爾斯，黎巴嫩裔瑞典電影導演、編劇、遊戲設計師
- 1978年：黎登勤，香港滑浪風帆運動員、演員
- 1978年：米歇爾·阿爾维斯，巴西超模
- 1980年：泰根·昆，加拿大雙胞胎姊妹樂隊泰根與莎拉成員
- 1980年：莎拉·昆，加拿大雙胞胎姊妹樂隊泰根與莎拉成員
- 1982年：埃萊妮·達尼利都，希臘女子網球運動員
- 1984年：吉見一起，日本職業棒球運動員、教練
- 1984年：莉蒂亞·赫斯特-蕭，美國模特兒、社交名媛
- 1984年：凱文·席格斯，加拿大演員、模特兒
- 1985年：宋仲基，韓國男演員、主持人
- 1987年：丹妮尔·帕娜贝克，美國女演員
- 1989年：吳俊諺，台灣藝人
- 1990年：福田沙纪，日本演員
- 1991年：C·J·麥凱倫，美國職業籃球運動員
- 1992年：帕爾默·拉奇，美國發明家，Oculus創辦人
- 1992年：埃琳·傑克遜，美國女子速度滑冰運動員，冬奧史上第一位贏得個人項目金牌的黑人女性
- 1993年：詹皓晴，臺灣女子網球運動員
- 1993年：范可新，中國女子短道速滑運動員
- 1993年：渡邊美優紀，日本女子偶像團體NMB48、AKB48成員
- 1994年：尤長靖，中國男子偶像團體NINE PERCENT成員
- 1994年：賴宏恩，馬來西亞男演員
- 1994年：Mossa，日本女歌手，搖滾樂團Necry Talkie主唱、吉他手
- 1996年：兒玉遥，日本女子偶像團體HKT48成員
- 1996年：康納·斯溫德爾，英國男演員、模特兒
- 1997年：盧卡什·達內克，捷克男子北歐兩項運動員
- 2000年：雅各布·英厄布里格森，挪威男子田徑運動員
- 2001年：雅羅斯拉娃·馬胡奇克，烏克蘭女子跳高運動員
- 2002年：朱易，中國女子花式滑冰運動員

## 逝世
- 1123年：金太祖完颜阿骨打，金朝开国皇帝（1068年出生）
- 1339年：後醍醐天皇，日本第96代天皇（1288年出生）
- 1710年：奧勒·羅默，丹麥天文學家（1644年出生）
- 1785年：瑪麗亞·安東妮婭·費迪南達，撒丁王國王后（1729年出生）
- 1881年：詹姆斯·艾布拉姆·加菲爾德，美國政治人物，第20任美國總統（1831年出生）
- 1902年：正岡子規，日本俳人。（1867年出生）
- 1931年：大衛·斯塔爾·喬丹，美國魚類學家。（1851年出生）
- 1932年：柳直荀，中國共產黨革命烈士。（1898年出生）
- 1935年：齐奥尔科夫斯基，星际航行理论的先驱，苏联科学家（1857年出生）
- 1962年：司徒雷登，美國基督教長老教會傳教士、外交官、教育學家（1876年出生）
- 1976年：崔庸健，朝鲜民主主义人民共和国副主席（1900年出生）
- 1977年：今東光，日本小說家、政治人物（1898年出生）
- 1992年：吳仲華，中國物理學家（1917年出生）
- 2001年：阮宗環，越南醫生、政治人物，曾任越南共和國第一副總理（1917年出生）
- 2002年：高枫，中國歌手，音乐人（1968年出生）
- 2004年：艾迪·亞當斯，美國攝影記者（1933年出生）
- 2010年：約瑟夫·克魯斯卡爾，美國數學家、統計學家、計算機科學家、心理統計學家（1928年出生）
- 2013年：山內溥，日本企業家，任天堂前總裁[8]（1927年出生）
- 2013年：鲁若晴，青島網路紅人（1989年出生）
- 2015年：拉西德王子，迪拜酋长国酋长穆罕默德·本·拉希德·阿勒马克图姆的儿子（1981年出生）
- 2016年：屈銀華，中國登山家（1935年出生）
- 2019年：宰因·阿比丁·本·阿里，突尼西亞政治人物、獨裁者，第2任突尼西亞總統（1936年出生）
- 2022年：維農·德沃夏克，美國氣象學家。（1922年出生）
- 2022年：毛利·威爾斯，美國職業棒球運動員、總教練。（1932年出生）
- 2022年：瓦列里·波利亞科夫，俄羅斯太空人。（1942年出生）
- 2024年：朴東宣，韓國說客。（1935年出生）
- 2024年：劉文杰，中國政治人物。（1966年出生）

## 节假日和习俗
- 國際海盜模仿日
- 智利：陆军节
- 圣基茨和尼维斯：独立日
- 土耳其：工程師節